# 1903 год в истории метрополитена
В этой статье представлены основные события из истории метрополитена в 1903 году.

## События
В этой статье перечисляются основные  события из истории метрополитенов в 1903 году. Полужирным шрифтом выделены открытия новых транспортных систем.
21 января — открыта станция Вилье Парижского метрополитена.
31 января — открыты станции 2 линии Парижского метрополитена:
- Баньоле (ныне Александр Дюма)
- Рю-д’Обервиль (ныне Сталинград)
- Комбат (ныне Колонель-Фабьен)
- Пер-Лашез
- Курон
- Ля-Шапель
- Менильмонтан
- Бельвиль
- Филип-Огюст

23 февраля — открыта станция Жорес Парижского метрополитена.
26 марта — открыта станция Барбес — Рошешуар Парижского метрополитена.
2 апреля — открыта станция Аврон Парижского метрополитена.
4 июня — открыта станция Альпертон Лондонского метрополитена.
23 июня — открыты станции Северный Илинг и Парк-Ройал Лондонского метрополитена.
28 июня — открыта станции Южный Харроу и Садберри-хилл Лондонского метрополитена.
10 августа произошёл пожар на перегоне между станциями Курон и Менильмонтан Парижского метрополитена. Пожар унёс жизни 84 человек. До 28 октября 1995 года был крупнейшей катастрофой в истории метрополитенов.
6 ноября — открыта станция Пасси Парижского метрополитена.